# تيد وايلد
تيد وايلد (بالإنجليزية: Ted Wilde)‏ (16 ديسمبر 1889 - 17 ديسمبر 1929) كان كاتب كوميديا ومخرج أفلام أثناء حقبة السينما الصامتة، بالرغم من أنه أخرج فيلمين متحدثين أُصدرا سنة 1930. ولد تيد في مدينة نيويورك، نيويورك. بداية مهنته في صناعة السينما حينما كان عضوًا في طاقم كتابة هارولد لويد. وكان فيلمه الأخير بصفته مخرجًا فيلم كلانسي في وول ستريت. توفي جراء سكتةٍ قلبيّةٍ في هوليوود، ودُفن في مقبرة منتزه فورست لون التذكاريّة في غلينديل، بكاليفورنيا.

## الجوائز
ترشّح تيد وايلد لنيل جائزة لأوسكار لأفضل مخرج، فيلم كوميديا، لكنه لم يفز، وذلك في حفل توزيع جوائز الأوسكار الأول عن عمله في فيلم سبيدي.

## الأعمال
- Clancy in Wall Street (1930 [الإنجليزية])
- Loose Ankles (1930)
- Speedy (1928 [الإنجليزية])
- Babe Comes Home (1927 [الإنجليزية])
- The Kid Brother (1927)
- The Haunted Honeymoon (1925 [الإنجليزية])
- A Sailor Papa (1925)
- The Goofy Age (1924 [الإنجليزية])
- Battling Orioles (1924)

## وصلات خارجية
- تيد وايلد على موقع IMDb (الإنجليزية)
- تيد وايلد على موقع ألو سيني (الفرنسية)
- تيد وايلد على موقع أول موفي (الإنجليزية)
- تيد وايلد على موقع قاعدة بيانات الأفلام السويدية (السويدية)
- تيد وايلد على موقع قاعدة بيانات الفيلم (الإنجليزية)
- تيد وايلد على موقع كينوبويسك (الروسية)